# Sveio
Sveio er en kommune  som ligger på en halvø i den sydlige del af  Vestland fylke, i Norge. Kommunen grænser i syd til Tysvær og Haugesund i Rogaland fylke. Over fjorden i vest ligger Bømlo og Stord i nord, og over Ålfjorden i øst ligger Vindafjord også i Rogaland.
Befolkningen i Sveio bor spredt over hele kommunen. Sveio centrum er administrationscenter i kommunen, andre småbyer er Førde i Sunnhordland, Valevåg, Tittelsnes, Eltravåg, Auklandshamn og Buavåg.

## Naturen i Sveio
Sveio har store friområder som er naturperler som området mellem Paddeveien og Ramsfjellet hvor der er god udsigt fra. 
Kommunen har mange høje fjelde fra 100 til 432 m.o.h. Det største fjeld i Sveio er Trollvassnibba på 432 m.o.h. som ligger nord i Sveio mot Valevåg. Der er mange søer i Sveio, den største er Vigdarvatnet.
Den norske komponist Fartein Valen boede en stor del af sit liv i Valevåg i Sveio Kommune